# Ligne Barbara
Campagne d'Italie de la Seconde Guerre mondiale
Batailles
Invasion de la Sicile
- Lampedusa
- Corkscrew
- Mincemeat
- Barclay
- Animals
- Chestnut
- Narcissus
- Fustian
- Ladbroke
- Gela
- Troina
- Centuripe

Invasion de l'Italie
- Baytown
- Avalanche
- Rome
- Slapstick
- Armistice de Cassibile
- Achse
- Naples
- Bombardement du Vatican
- Ligne Volturno
- Libération de la Corse
- Ligne Barbara
- Bombardement de Bari

Ligne Gustave
- Ligne Bernhardt
- Raincoat
- San Pietro Infine
- Rivière Moro
- Ortona
- Rivière Rapido
- Monte Cassino
- Shingle
- Cisterna
- Diadem
- Strangle
- Ligne Trasimene
- Libération de Rome
- Ancône
- Brassard

Ligne gothique
- Rimini
- Saint-Marin
- Gemmano
- Montecieco
- Monte Castello
- Garfagnana

Offensive du printemps 1945
- Tombola
- Bowler
- Roast
- Bologne
- Argenta Gap
- Herring
- Collecchio

Guerre civile italienne
Au cours de la campagne d'Italie de la Seconde Guerre mondiale, la ligne Barbara est une série de fortifications militaires allemandes en Italie, établies à environ 16 à 32 km au sud de la ligne Gustave, de Colli a Volturno à San Salvo (côte Adriatique) et à une distance similaire au nord de la ligne Volturno. Près de la côte orientale, elle longe la ligne du fleuve Trigno. La ligne se composait principalement de positions fortifiées au sommet d'une colline. Celle-ci fut percée par les Alliés en novembre 1943 et les forces de l'Axe se retirèrent vers de nouvelles positions défensives le long de la ligne Gustave.

## Avancée occidentale (front de la5earmée américaine)
Le Generalfeldmarschall Albert Kesselring, commandant en chef allemand en Italie, ordonne à ses forces de se replier sur la ligne Barbara le 12 octobre 1943 après la traversée du fleuve Volturno par la 5e armée américaine, violant la ligne défensive Volturno.
Début novembre, la ligne Barbara du côté de la mer Tyrrhénienne (dans les montagnes des Apennins) est finalement percée par la 5e armée américaine, obligeant les forces allemandes au repli sur la ligne Bernhardt.

## Avancée orientale (front de la8earmée britannique)
Les armées alliées en Italie dirigées par le général Harold Alexander se frayent un chemin vers le nord de l'Italie contre une opposition allemande déterminée habilement dirigée par Albert Kesselring, dont les forces avaient préparé une succession de lignes défensives. Sur le front adriatique à l'est de la colonne vertébrale des Apennins se trouve la 8e armée britannique sous le commandement du général Bernard Montgomery. En octobre, elle parvient à  traverser le fleuve Biferno et perce les défenses de la ligne Volturno le 6 octobre. Cependant, les troupes britanniques doivent s'arrêter au Trigno pour se regrouper et réorganiser leur logistique le long des mauvaises routes remontant à Bari et Tarente à 193 km et 273 km respectivement à l'arrière du front. Retardés par ces problèmes logistiques, les Alliés ne sont pas en mesure d'attaquer immédiatement la prochaine ligne de défense (la ligne Barbara) derrière le fleuve Trigno. Ce n'est donc qu'aux premières heures du 2 novembre que le Ve corps à droite du front sur la côte et le XIIIe corps à leur gauche attaquent de l'autre côté du fleuve Trigno.
Sur le front du Ve corps, la 78e division d'infanterie britannique attaque le long de la route côtière tandis que la 8e division d'infanterie indienne attaque à environ 16 km à l'intérieur des terres. Les combats s'avèrent féroces, mais le 3 novembre, la 78e division britannique atteint San Salvo, à environ trois milles au-delà du Trigno, moment auquel le Generalmajor Rudolf Sieckenius, commandant la 16e Panzerdivision, décide de battre en retraite vers le fleuve Sangro et la redoutable ligne défensive Bernhardt surplombant le fleuve depuis les crêtes de l'autre côté. Des éléments avancés de la 8e armée sont déplacés pour entrer en contact avec les défenses avancées de la ligne Gustave allemande sur les hauteurs au nord du Sangro. Les Alliés pourront avancer sans opposition et l'avance alliée atteindra le Sangro le 9 novembre.